# Pisga
Pisga (Hebreeuws: פִּסְגָּה) of Pisgah is een berg die genoemd wordt in het verhaal van Balak en Bileam in het Bijbelboek Numeri. De Pisga wordt meestal geassocieerd wordt met de Nebo, de plaats waar Mozes uitkeek over het Beloofde Land, nadat hij zijn volk veertig jaar lang door de wildernis had geleid.
In het Hebreeuws betekent Pisga een "hoge plaats" zoals een bergtop of een klif. Bij de Bijbelvertaling verloor het woord zijn originele betekenis en werd het gebruikt als eigennaam voor een berg. De term Pisga refereert dus eigenlijk aan een groep van bergtoppen. Deze toppen zouden dan overeenkomen met de Abarim-keten die in het zuidoosten van de Dode Zee begint, in de buurt van Jericho, en doorloopt tot in de Arabische woestijn. Het noordelijke deel van deze keten, waarin ook de Nebo is gelegen, wordt Phasga of Pisga genoemd.